# Otorohanga
Otorohanga (Maori Ōtorohanga) ist eine Stadt im Otorohanga District der Region Waikato auf der Nordinsel von Neuseeland. Die Stadt ist Sitz des Otorohanga District Council.

## Geographie
Die Stadt liegt 45 km südlich von Hamilton und zentral in der Mitte des Distriktes. Durch den Ort führen der New Zealand State Highway 3, der New Zealand State Highway 31 und der New Zealand State Highway 39. Der Bahnhof der Stadt liegt an der North Island Main Trunk Railway, die Wellington mit Auckland verbindet. Hier hält auch der Northern Explorer, der diese beiden Städte verbindet.

## Bevölkerung
Zum Zensus des Jahres 2013 zählte der Ort 2514 Einwohner, 3,0 % weniger als zur Volkszählung im Jahr 2006.

## Persönlichkeiten
- Archie Thompson (* 1978), Fußballspieler
- Jessica Grace Smith (* 1985), Schauspielerin, Drehbuchautorin und Regisseurin